# Erica nudiflora
Erica nudiflora är en ljungväxtart som beskrevs av Carl von Linné. Erica nudiflora ingår i släktet klockljungssläktet, och familjen ljungväxter. Inga underarter finns listade i Catalogue of Life.